# Бонневиль (кратер)
Бонневиль (англ. Bonneville) — 210-метровый ударный кратер на Марсе, расположен в гораздо более крупном кратере Гусева по координатам 14°36′ ю. ш. 175°30′ в. д. / 14,6° ю. ш. 175,5° в. д. Назван в честь Бенджамина Бонневиля и озера Бонневилль — древнего озера в штате Юта.
Диаметр кратера составляет 210 метров, максимальная глубина — 14 метров, края поднимаются на высоту 6,4 метров. Этот кратер был исследован марсоходом Спирит в 2004 году.
В кратер Бонневиль упал теплозащитный экран Спирита, сброшенный во время посадки. На панораме, сделанной Спиритом (см. ниже), обломки этого экрана видны как сверкающие детали на противоположной стороне кратера.

## Формирование и геология
Считается, что этот кратер образовался в слоях рыхлых обломков, хотя некоторые выбросы, возможно, образовались из более плотных пород. Ни в этом кратере, ни в многочисленных мелких кратерах на его склонах не обнажаются подстилающие слои твёрдых пород. Кратер относительно хорошо сохранившийся, в частности, он не был затронут водной эрозией.
Вполне вероятно, что кратер Бонневиль является вторичным кратером, учитывая его низкое отношение глубины к диаметру.

Обломки теплозащитного экрана Спирита

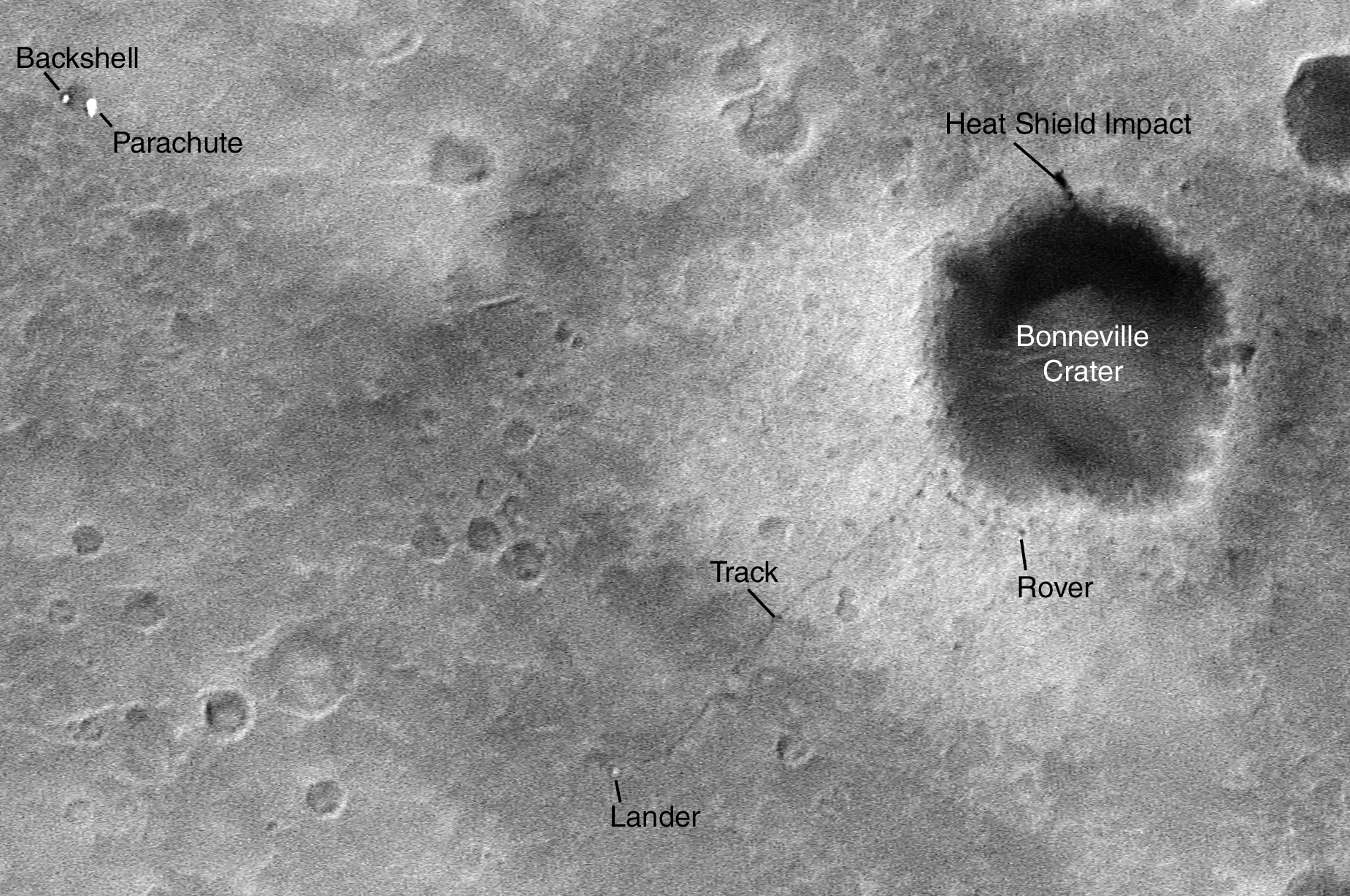
Кратер Бонневиль (самый большой), снятый орбитальной станцией Mars Global Surveyor